# Afrika Islam
Afrika Islam (bürgerlich Charles Glenn; * 1967 in New York) ist ein US-amerikanischer DJ und Produzent aus New York bzw. Los Angeles, Kalifornien.

## Biografie
Afrika Islam gründete gemeinsam mit Afrika Bambaataa Mitte der 1970er Jahre die Zulu Nation und war als DJ auf allen Partys der Zulu Nation dabei. Außerdem war er Mitglied der Rock Steady Crew. Zweimal konnte er die „International Annual DJ Competition“ gewinnen. Des Weiteren trat er als Tänzer in Kinofilmen wie „Flashdance“ oder „Breaking 1 & 2“ auf. Mitte der 1980er Jahre lernte er in Los Angeles Ice-T kennen und half dem Rapper mit der Produktion seiner ersten LP Rhyme Pays, welche mit einer Goldenen Schallplatte ausgezeichnet wurde. Es folgten eine Platin- und vier Gold-Veröffentlichungen. Bis zum Anfang der 1990er Jahre war Afrika Islam Produzent bzw. Koproduzent aller Veröffentlichungen Ice-Ts und des Rhyme Syndicates (Ice-Ts erweiterte Crew). So produzierte er auch den frühen Everlast (später House of Pain), Donald D sowie das erste Album von Ice-Ts Crossover-Projekt Body Count. Remixe für Eurythmics, Michael Jackson, De La Soul und Wu-Tang-Clan folgten. Populär ist auch seine Radio-Show Zulu Beats auf Power 106 FM / Los Angeles.
Anfang der 1990er wandte er sich vom Hip-Hop ab und begann als House- und Techno-DJ zu arbeiten. In seinem Crossover-Sound verbindet er Elemente des R&B, Hip-Hop und Techno & House. Im Jahre 1995 trat er erstmals auf der Mayday auf. 1996/97 begann seine Zusammenarbeit mit dem deutschen DJ Westbam in dem Projekt Mr. X & Mr. Y.